# Vít Krejčí
Vít Krejčí (Strakonice, 2000. június 19. –) cseh kosárlabdázó, az Atlanta Hawks játékosa a National Basketball Associationben (NBA).
Strakonice városában született, a Sokol Pisek csapatában kezdett el játszani. 14 évesen Spanyolországba költözött, hogy a Zaragoza játékosa legyen, a 2016–2017-es szezont az együttes utánpótlás-csapatában kezdte. 16 évesen mutatkozott be az első osztályban, a csapat történetének második legfiatalabbjaként. A 2019–2020-es szezonban beválasztották a legjobb fiatal játékosok csapatába. A 2021-es NBA-drafton a 37. helyen választotta ki a Washington Wizards, de azonnal az Oklahoma City Thunder játékosa lett. A szezon nagy részét az Oklahoma City Blue G-League-csapattal töltötte, hogy felépüljön térdsérüléséből. 2022 szeptemberében az Atlanta Hawksba küldték.
Krejčí több utánpótlás szinten is képviselte Csehországot, 2019-ben U20-as Európa-bajnoki ezüstérmes lett a csapattal. Még ugyanebben az évben a felnőtt válogatottban is bemutatkozott.

## Statisztika

### Liga ACB
| Év        | Csapat   | JM | JP/M | MG%  | 3P%  | BD%  | LP/M | GP/M | L/M | B/M | P/M | PER  |
| --------- | -------- | -- | ---- | ---- | ---- | ---- | ---- | ---- | --- | --- | --- | ---- |
| 2016–2017 | Zaragoza | 1  | 1,0  | –    | –    | –    | 0,0  | 0,0  | 0,0 | 0,0 | 0,0 | 0,0  |
| 2018–2019 | Zaragoza | 1  | 2,0  | .000 | –    | –    | 0,0  | 0,0  | 0,0 | 0,0 | 0,0 | –1,0 |
| 2019–2020 | Zaragoza | 17 | 7,0  | .611 | .333 | .692 | 1,1  | 0,5  | 0,2 | 0,1 | 3,4 | 3,6  |
| 2020–2021 | Zaragoza | 1  | 11,0 | .000 | .000 | –    | 1,0  | 1,0  | 0,0 | 0,0 | 0,0 | 1,0  |

### NBA
| Év        | Csapat                | JM | KM | JP/M | MG%  | 3P%  | BD%  | LP/M | GP/M | L/M | B/M | P/M |
| --------- | --------------------- | -- | -- | ---- | ---- | ---- | ---- | ---- | ---- | --- | --- | --- |
| 2021–2022 | Oklahoma City Thunder | 30 | 8  | 23,0 | .407 | .327 | .864 | 3,4  | 1,9  | 0,6 | 0,3 | 6,2 |
| 2022–2023 | Atlanta Hawks         | 29 | 0  | 5,7  | .405 | .238 | .500 | 0,9  | 0,6  | 0,2 | 0,0 | 1,2 |
| 2023-2024 | Atlanta Hawks         | 22 | 14 | 24,6 | .490 | .412 | .833 | 2,4  | 2,3  | 0,6 | 0,3 | 6,1 |
| Karrier   | Karrier               | 81 | 22 | 17,2 | .435 | .348 | .833 | 2,2  | 1,5  | 0,5 | 0,2 | 4,4 |

### NBA G-League
| Év        | Csapat                | JM | KM | JP/M | MG%  | 3P%  | BD%  | LP/M | GP/M | L/M | B/M | P/M |
| --------- | --------------------- | -- | -- | ---- | ---- | ---- | ---- | ---- | ---- | --- | --- | --- |
| 2021–2022 | Oklahoma City Blue    | 1  | 0  | 11,0 | .250 | .000 | –    | 1,0  | 2,0  | 0,0 | 0,0 | 2,0 |
| 2022–2023 | College Park Skyhawks | 3  | 3  | 34,0 | .400 | .333 | .500 | 9,7  | 3,0  | 0,0 | 0,7 | 9,0 |
| Karrier   | Karrier               | 4  | 3  | 28,3 | ,375 | .222 | .500 | 7,5  | 2,8  | 0,0 | 0,5 | 7,3 |